# Terrorbomben mod Syrian Arab Airlines i 1976
Terrorbomben mod Syrian Arab Airlines i 1976 var en bombe mod det syrisk luftfartsselskab Syrian Arab Airlines kontor i Vester Farimagsgade nummer 8 den 30. september 1976.
En granat ødelagde et stort vindue.
Det lykkedes ikke politiet at identificere gerningsmanden, men de regnede med at aktionen skete som følge af hængningen af tre arabere i Damaskus.
Den 26. september havde fire mænd angrebet Hotel Semiramis i centrum af Damaskus og taget 90 gidsel.
Efter syv timers kamp blev de overmandet af syriske tropper.
Dagen efter var tre overlevende blevet hængt.
Vester Farimagsgade blev omkring 9 år senere igen ramt af bombeterror i forbindelsen med Terrorangrebet den 22. juli 1985 da en bombe sprang ved Northwest Orient Airlines' kontor i nummer 7.